# گیل آمندراد
گیل آمندراد (انگلیسی: Gail Amundrud؛ زادهٔ ۶ آوریل ۱۹۵۷) شناگر اهل کانادا بود.
وی در مسابقات کشوری و بین‌المللی در مجموع برندهٔ ۳ مدال طلا، ۵ مدال نقره، ۶ مدال برنز شده‌است.